# 立鰭植鰕虎
立鰭植鰕虎（学名：Kelloggella cardinalis）为鰕虎科黏鰕虎魚屬下的一个种。其种加词“cardinalis”意为“深红色的”（来源于红衣主教的长袍颜色）。